# Euxoa cochranis
Euxoa cochranis là một loài bướm đêm trong họ Noctuidae.